# Kapčiamiestis
Kapčiamiestis (ryska: Капчяместис) är en ort i Litauen. Den ligger i den södra delen av landet, 130 km sydväst om huvudstaden Vilnius. Kapčiamiestis ligger 108 meter över havet och antalet invånare är 727.
Terrängen runt Kapčiamiestis är mycket platt. Runt Kapčiamiestis är det ganska tätbefolkat, med 65 invånare per kvadratkilometer. Närmaste större samhälle är Leipalingis, 16,9 km nordost om Kapčiamiestis. I omgivningarna runt Kapčiamiestis växer i huvudsak barrskog.